# Amphiprion rubrocinctus
Amphiprion rubrocinctus là một loài cá hề thuộc chi Amphiprion trong họ Cá thia. Loài này được mô tả lần đầu tiên vào năm 1842.

## Từ nguyên
Từ định danh của loài được ghép bởi hai từ trong tiếng Latinh: rubro ("đỏ") và cinctus ("đai thắt"), hàm ý đề cập đến màu đỏ cam ở các vây cũng như mõm, ngực và bụng, và 2-3 dải sọc trắng trên cơ thể của chúng.
A. rubrocinctus được mô tả dựa theo một bức vẽ về cá con của loài này, bởi vì cá trưởng thành chỉ có một sọc trắng.

## Phạm vi phân bố và môi trường sống
A. rubrocinctus là một loài đặc hữu của Úc, được tìm thấy từ rạn san hô Ningaloo (Tây Úc) trải dài đến đảo Groote Eylandt (vịnh Carpentaria, Lãnh thổ Bắc Úc).
Quần thể trước đây được cho là A. rubrocinctus ở Fiji, Tonga và quần đảo Samoa đã được công nhận là một loài hợp lệ, là Amphiprion barberi.
A. rubrocinctus sinh sống gần các rạn san hô ngoài khơi và trong các đầm phá ở độ sâu đến ít nhất là 8 m. Chúng sống cộng sinh với hai loài hải quỳ, là Entacmaea quadricolor (thường gặp nhất) và Stichodactyla gigantea.

## Mô tả
A. rubrocinctus có chiều dài cơ thể tối đa được ghi nhận là 12 cm. Loài cá hề này có màu nâu sẫm (hơi đen) ở hai bên thân với một dải sọc màu trắng phớt hồng trên đầu (dải sọc này thường mờ đi ở các cá thể trưởng thành); mõm, ngực và bụng thường có màu cam.
So với A. rubrocinctus, dải trắng của cá cái Amphiprion frenatus có thêm viền đen nổi bật (trong khi cá đực có màu đỏ tươi với sọc trắng); Amphiprion melanopus có vây bụng và vây hậu môn màu đen; còn Amphiprion ephippium lại thiếu sọc trắng (nhưng cá con lại có 2-3 sọc trắng).
Số gai ở vây lưng: 10; Số tia vây ở vây lưng: 16–17; Số gai ở vây hậu môn: 2; Số tia vây ở vây hậu môn: 13–15.

## Sinh thái học
A. rubrocinctus là một loài lưỡng tính tiền nam (cá cái trưởng thành đều phải trải qua giai đoạn là cá đực) nên cá đực thường có kích thước nhỏ hơn cá cái. Một con cá cái sẽ sống thành nhóm cùng với một con đực lớn (đảm nhận chức năng sinh sản) và nhiều con non nhỏ hơn. Trứng được cá đực lớn bảo vệ và chăm sóc đến khi chúng nở.

## Thương mại
A. rubrocinctus được đánh bắt bởi những người thu mua cá cảnh và cũng đã được nhân giống nuôi nhốt.